# Haselgruberhütte
Die Haselgruberhütte, vollständiger Name Edelweiss Hütte – Haselgrubersee (italienisch Rifugio Stella Alpina al Lago Corvo), ist eine private Schutzhütte in den Ortler-Alpen im Trentino. Die Hütte wird von Mitte Juni bis Mitte September bewirtschaftet. Sie verfügt über 40 Schlafplätze und einen Winterraum mit 4 Schlafplätzen.

## Lage und Umgebung
Die 1952 errichtete Hütte liegt nur wenige Meter südlich des Rabbijoches auf einer Höhe von 2425 m s.l.m. im Gemeindegebiet von Rabbi an der Grenze zum Nationalpark Stilfserjoch. Das Rabbijoch diente seit alters her als Viehübergang zwischen den Südtiroler Ultental im Norden dem Trentiner Val di Rabbi im Süden. In der näheren Umgebung der Hütten liegen mehrere kleinere Seen wie der Lago Corvo im Westen,  der Kirchberg- und der Haselgrubersee im Nordwesten.

## Zugänge
- Von Piazzola di Rabbi, 1315 m ⊙ auf Weg 108 in 3 Stunden
- Von St. Gertraud im Ultental, 1519 m ⊙ auf Weg 108 in 2 Stunden

## Nachbarhütten und Übergänge
- Zum Rifugio Dorigoni, 2437 m ⊙ auf Weg 145 und 107 in 4 Stunden
- Zur Höchster Hütte, 2560 m ⊙ auf Weg 12 in 2 ½ Stunden
- Zur Malga Bordolona di Sotto, 1806 m ⊙ auf Weg 135 und 133 in 3 Stunden